# La Paloma, Michoacán de Ocampo
La Paloma är en ort i Mexiko.   Den ligger i kommunen Acuitzio och delstaten Michoacán de Ocampo, i den södra delen av landet, 230 km väster om huvudstaden Mexico City. La Paloma ligger 2 179 meter över havet och antalet invånare är 122.
Terrängen runt La Paloma är lite bergig, och sluttar österut. Runt La Paloma är det glesbefolkat, med 16 invånare per kvadratkilometer. Närmaste större samhälle är Villa Madero, 4,3 km sydost om La Paloma. I omgivningarna runt La Paloma växer huvudsakligen savannskog.